# Chicago (pjäs)
Chicago är en teaterpjäs av Maurine Dallas Watkins (död 1969). Den hade premiär 1926 på Broadway i New York.
Senare blev den till en musikal med samma namn, med musik av John Kander, som hade premiär 1975. Bland sångerna finns "And All That Jazz" och "He Had It Comin' (Cell Block Tango)". Musikalen filmatiserades 2002 av Rob Marshall, med samma titel. Filmen vann Oscar för bästa film, ljud och kostym med mera 2003.